# Verve
Verve — це дебютний мініальбом (EP) британського гурту The Verve, випущений у грудні 1992 року.
У Британії цей запис видав «Hut Records», в Америці — «Vernon Yard Recordings». Це перший реліз гурту у США.
Усі п'ять пісень із цього альбому були раніше, протягом 1992 року, видані на синглах.

## Треклист
1. «Gravity Grave» [Edit] — 4:27
2. «A Man Called Sun» — 5:45
3. «She's a Superstar» [Edit] — 5:03
4. «Endless Life» — 5:32
5. «Feel» — 10:42